# ADO in het seizoen 1960/61
Het seizoen 1960/1961 was het zevende jaar in het bestaan van de Haagse betaaldvoetbalclub ADO. De club kwam uit in de Eredivisie en eindigde daarin op de 11e plaats. Tevens deed de club mee aan het toernooi om de KNVB Beker, hierin werd in de tweede ronde verloren van NAC (3–4).

## Wedstrijdstatistieken

### Eredivisie
|       | Ajax  | Alkmaar '54 | DOS   | DWS/A | Elinkwijk | Sportclub Enschede | Feijenoord | Fortuna '54 | GVAV  | MVV   | NAC   | NOAD  | PSV   | Rapid JC | Sparta | VVV   | Willem II |
| ----- | ----- | ----------- | ----- | ----- | --------- | ------------------ | ---------- | ----------- | ----- | ----- | ----- | ----- | ----- | -------- | ------ | ----- | --------- |
| Thuis | 1 – 3 | 1 – 1       | 4 – 1 | 0 – 2 | 2 – 1     | 3 – 2              | 0 – 2      | 3 – 2       | 0 – 2 | 2 – 1 | 2 – 3 | 3 – 1 | 2 – 1 | 2 – 1    | 5 – 2  | 0 – 2 | 1 – 0     |
| Uit   | 4 – 2 | 0 – 2       | 0 – 1 | 4 – 0 | 4 – 3     | 2 – 5              | 7 – 1      | 1 – 1       | 0 – 2 | 3 – 2 | 4 – 1 | 3 – 5 | 4 – 1 | 1 – 0    | 5 – 2  | 5 – 0 | 4 – 0     |

### KNVB Beker
| Groepsfase                                           | ADO                                            | 1 – 0 (0 – 0) | DHC                                                                          |
| 14 augustus 1960 Plaats: Den Haag Zuiderparkstadion  | Wim Waasdorp 67'                               |               |                                                                              |
| Groepsfase                                           | ADO                                            | 0 – 4 (0 – 1) | RCH                                                                          |
| 18 september 1960 Plaats: Den Haag Zuiderparkstadion |                                                |               | 15' Bram Peper 47', –' Piet van der Lippe Jan Honout                         |
| Groepsfase                                           | EDO                                            | 0 – 1 (0 – 0) | ADO                                                                          |
| 30 oktober 1960 Plaats: Haarlem Noordersportpark     |                                                |               | 48' Wim Waasdorp                                                             |
| Groepsfase                                           | Haarlem                                        | 1 – 2 (1 – 1) | ADO                                                                          |
| 12 april 1961 Plaats: Haarlem Jan Gijzenkade         | Otto Berendregt 5'                             |               | 7' Henny den Engelse 50' Lex Rijnvis                                         |
| 1e ronde                                             | ADO                                            | 3 – 2 (3 – 2) | 'SHS                                                                         |
| 1 mei 1961 Plaats: Den Haag Zuiderparkstadion        | Gerrie Hup 10' Mick Clavan 12' Lex Rijnvis 15' |               | Piet van Wouw John Terborg                                                   |
| 2e ronde                                             | ADO                                            | 3 – 4 (1 – 1) | NAC                                                                          |
| 25 mei 1961 Plaats: Den Haag Zuiderparkstadion       | Mick Clavan 27', 52' Carol Schuurman 77'       |               | 11' Johnny Geraeds 50' Frans Peters 53' Hein van Gastel 80' Frans van Deuren |

## Statistieken ADO 1960/1961

### Eindstand ADO in de Nederlandse Eredivisie 1960 / 1961
| Stand | Gespeeld | Gewonnen | Gelijk | Verloren | Punten | Doelpunten voor | Doelpunten tegen |
| ----- | -------- | -------- | ------ | -------- | ------ | --------------- | ---------------- |
| 11e   | 34       | 15       | 2      | 17       | 32     | 59              | 78               |

### Topscorers
| #                    | Naam              | Goal |
| -------------------- | ----------------- | ---- |
| 1.                   | Carol Schuurman   | 18   |
| 2.                   | Henny den Engelse | 10   |
| 3.                   | Lex Rijnvis       | 7    |
| 4.                   | Mick Clavan       | 4    |
| 4.                   | Jan ten Hoopen    | 4    |
| 4.                   | Wim Waasdorp      | 4    |
| 7.                   | Guus Haak         | 3    |
| 8.                   | Hanny Aardse      | 1    |
| 8.                   | Peter Hoet        | 1    |
| 8.                   | Gerrie Hup        | 1    |
| 8.                   | Wienus Schook     | 1    |
| Onbekende doelpunten |                   |      |
| –                    | Onbekend          | 5    |
| Totaal               | Totaal            | 59   |

| #      | Naam              | Goal |
| ------ | ----------------- | ---- |
| 1.     | Mick Clavan       | 3    |
| 2.     | Lex Rijnvis       | 2    |
| 2.     | Wim Waasdorp      | 2    |
| 4.     | Henny den Engelse | 1    |
| 4.     | Gerrie Hup        | 1    |
| 4.     | Carol Schuurman   | 1    |
| Totaal | Totaal            | 10   |

## Voetnoten
ADO ·
Ajax ·
Alkmaar '54 ·
DOS ·
DWS/A ·
Elinkwijk ·
Sportclub Enschede ·
Feijenoord ·
Fortuna '54 ·
GVAV ·
MVV ·
NAC ·
NOAD ·
PSV ·
Rapid JC ·
Sparta ·
VVV ·
Willem II